# Josh Habeck
Josh Habeck – amerykański zapaśnik. Brązowy medalista mistrzostw panamerykańskich z 2008. Zawodnik University of Wisconsin–La Crosse.